# Бородатка червоногорла
Бородатка червоногорла (Capito niger) — вид дятлоподібних птахів родини бородаткових (Capitonidae).

## Поширення
Птах поширений на північному сході Південної Америки. Ареал виду на півдні обмежений долиною Амазонки, а на заході гирлом Ріу-Бранку.

## Спосіб життя
Живе у верхньому ярусі лісів. Живиться плодами дерев, рідше комахами. Сезон розмноження припадає на період з січня по березень.